# مارلينه شميت
مارلينه شميت (بالألمانية: Marlene Schmidt)‏ (و. 1937  م) هي عارضة، ومتسابقة ملكة الجمال، وممثلة أفلام ألمانية، ولدت في فروتسواف.

## وصلات خارجية
- مارلينه شميت على موقع IMDb (الإنجليزية)
- مارلينه شميت على موقع ألو سيني (الفرنسية)
- مارلينه شميت على موقع أول موفي (الإنجليزية)
- مارلينه شميت على موقع قاعدة بيانات الأفلام السويدية (السويدية)
- مارلينه شميت على موقع قاعدة بيانات الفيلم (الإنجليزية)
- مارلينه شميت على موقع كينوبويسك (الروسية)